# باشگاه فوتبال انرگتیک علی‌بایرام‌لی
باشگاه فوتبال انرگتیک علی‌بایرام‌لی (به لاتین: Energetik Əli-Bayramlı FK) یک باشگاه و تیم فوتبال پیشین در جمهوری آذربایجان است.